# Подайва
Подайва̀ е село в Североизточна България. То се намира в община Исперих, област Разград.

## География
Селото е разположено на 10 km на югоизток от град Исперих и на 41 km на североизток от областния център Разград.

## История
Сведения за селото под имената Будавие и Пудавие има в турските регистри от 1573, 1605 и 1676 г. На 2 km на север от селото има останки от селищна могила от халколита, около която са открити кремъчни сечива.

## Обществени институции
- Целодневна детска градина „Радост“.
- Основно училище „Отец Паисий“, където се обучават деца от около 7 населени места вкл. от град Исперих;.
- Читалище „Елин Пелин“;
- Потребителска кооперация „Единство“.
- Земеделска кооперация „Зора“.
- Земеделска кооперация „Арда“.
- „Земеделско сдружение“.

## Спорт
Футболният отбор на селото носи името „Левски“.

## Известни личности
Родени
- Лютви Ахмедов (1930 – 1997), български борец по борба в свободен стил
- Нихат Кабил (р. 1962), български политик